# 機率密度函數

以盒状图与概率密度函数展示的正态分布 N(0, σ^{2}).

機率密度函數（Probability density function，簡寫作PDF ，在不致於混淆时可简称为密度函数）是描述随机变量的输出值，在某个确定的取值点附近的可能性的函数。圖中，橫軸為隨機變量的取值，縱軸為概率密度函數的值，而随机变量的取值落在某个区域内的概率為概率密度函数在这个区域上的积分。当概率密度函数存在的时候，累積分佈函數是概率密度函数的积分。概率密度函数有时也被称为概率分布函数，但这种称法可能会和累积分布函数(CDF)或概率质量函数(PMF)混淆。一般来说，PMF 用于离散随机变量（在可数集上取值的随机变量），而 PDF 用于连续随机变量。

## 常见定义
对于一维实随机变量 {\displaystyle X}，设它的累积分布函数是{\displaystyle F_{X}(x)}。如果存在可测函数 {\displaystyle f_{X}(x)}，满足：
{\displaystyle \forall -\infty <a<\infty ,\quad F_{X}(a)=\int _{-\infty }^{a}f_{X}(x)\,dx}
那么 {\displaystyle X} 是一个连续型随机变量，并且{\displaystyle f_{X}(x)}是它的概率密度函数。

### 性质
连续型随机变量的概率密度函数有如下性质：
- {\displaystyle \forall -\infty <x<\infty ,\quad f_{X}(x)\geq 0}
- {\displaystyle \int _{-\infty }^{\infty }f_{X}(x)\,dx=1}
- {\displaystyle \forall -\infty <a<b<\infty ,\quad \mathbb {P} \left[a<X\leq b\right]=F_{X}(b)-F_{X}(a)=\int _{a}^{b}f_{X}(x)\,dx}

如果概率密度函数{\displaystyle f_{X}(x)}在一点{\displaystyle x} 上连续，那么累积分布函数可导，并且它的导数：{\displaystyle F_{X}^{\prime }(x)=f_{X}(x)}
由于随机变量X的取值{\displaystyle \mathbb {P} \left[a<X\leq b\right]} 只取决于概率密度函数的积分，所以概率密度函数在个别点上的取值并不会影响随机变量的表现。更准确来说，如果一个函数和 {\displaystyle X} 的概率密度函数取值不同的点只有有限个、可数无限个或者相对于整个实数轴来说测度为0（是一个零测集），那么这个函数也可以是 {\displaystyle X} 的概率密度函数。
连续型的随机变量取值在任意一点的概率都是0。作为推论，连续型随机变量在区间上取值的概率与这个区间是开区间还是闭区间无关。要注意的是，概率
{\displaystyle \mathbb {P} \left[X=a\right]=0}，但{\displaystyle \{X=a\}}并不是不可能事件。

## 例子

连续型均匀分布的概率密度函数

最简单的概率密度函数是均匀分布的密度函数。对于一个取值在区间{\displaystyle [a,b]}上的均匀分布函数{\displaystyle \mathbf {I} _{[a,b]}}，它的概率密度函数：
{\displaystyle f_{\mathbf {I} _{[a,b]}}(x)={\frac {1}{b-a}}\mathbf {I} _{[a,b]}}
也就是说，当x 不在区间{\displaystyle [a,b]}上的时候，函数值等于0，而在区间{\displaystyle [a,b]}上的时候，函数值等于{\displaystyle \scriptstyle {\frac {1}{b-a}}} 。这个函数并不是完全的连续函数，但是是可积函数。

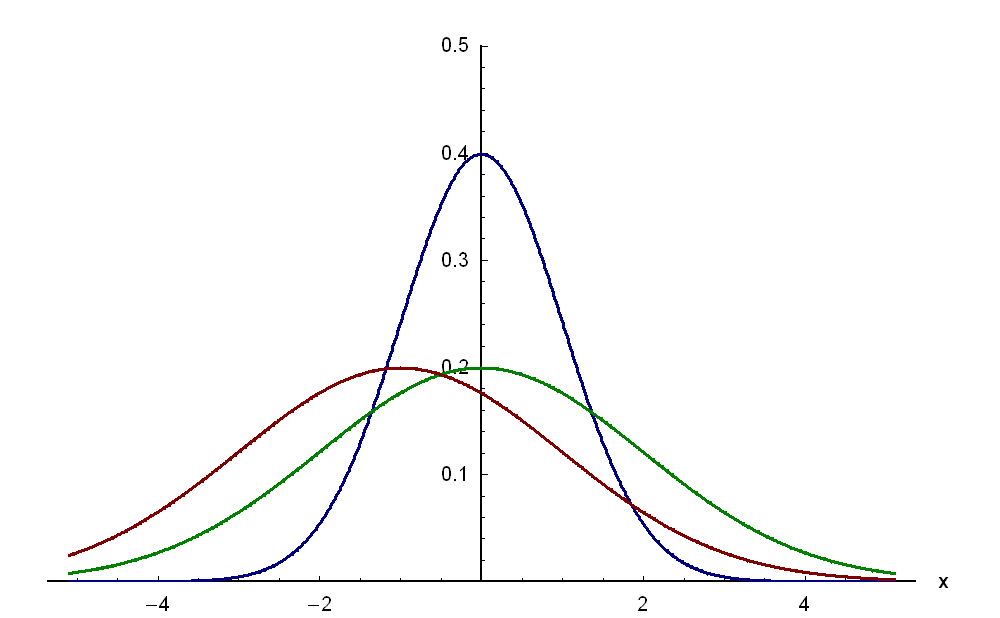
正态分布的概率密度函数

正态分布是重要的概率分布。它的概率密度函数是：
{\displaystyle f(x)={1 \over \sigma {\sqrt {2\pi }}}\,e^{-{(x-\mu )^{2} \over 2\sigma ^{2}}}}
随着参数{\displaystyle \mu }和{\displaystyle \sigma }变化，概率分布也产生变化。

## 应用
随机变量 {\displaystyle X} 的 {\displaystyle n} 阶矩是 {\displaystyle X} 的 {\displaystyle n} 次方的期望值，即
{\displaystyle \mathbb {E} [X^{n}]=\int _{-\infty }^{\infty }x^{n}f_{X}(x)\,dx}
{\displaystyle X} 的方差为
{\displaystyle \sigma _{X}^{2}=\mathbb {E} \left[\left(X-\mathbb {E} [X]\right)^{2}\right]=\int _{-\infty }^{\infty }(x-E[X])^{2}f_{X}(x)\,dx}
更广泛的说，设{\displaystyle g} 为一个有界连续函数，那么随机变量{\displaystyle g(X)}的数学期望
{\displaystyle \mathbb {E} [g(X)]=\int _{-\infty }^{\infty }g(x)f_{X}(x)\,dx}

## 特征函数
對機率密度函數作类似傅立葉變換可得特徵函數。
{\displaystyle \Phi _{X}(j\omega )=\int _{-\infty }^{\infty }f(x)e^{j\omega x}\,dx}
特徵函數與機率密度函數有一對一的關係。因此，知道一個分佈的特徵函數就等同於知道一個分佈的機率密度函數。

### 引用
1. ↑  Shaou-Gang Miaou; Jin-Syan Chou. . 高立圖書. 2012: 第98頁. ISBN 9789864128990.
2. 1 2  章昕、邹本腾、漆毅、王奕清. . 机械工业出版社. 2003. ISBN 7-111-12834-6.
3. ↑  邵宇. . 清华大学出版社. 2004: 398–400. ISBN 7-302-07627-8.
4. ↑  邵宇. . 清华大学出版社. 2004: 417–418. ISBN 7-302-07627-8.

### 书籍
- 钟开莱. . 上海科学技术出版社. 1989. ISBN 7-5323-0648-8.